# Tish Murtha
Tish Murtha, pseudonimo di Patricia Anne Murtha (South Shields, 14 marzo 1956 – Middlesbrough, 13 marzo 2013), è stata una fotografa inglese, il cui lavoro ha fornito una prospettiva schietta e gentile su un periodo storico di deprivazione e instabilità sociale in Gran Bretagna..

## Biografia
Tish nacque a South Shields il 14 marzo 1956, ma successivamente si trasferì a Elswick, un’area industriale all’estremità occidentale di Newcastle upon Tyne. Terza di 10 figli, crebbe in una casa popolare, imparando fin da piccola a compensare la mancanza di risorse materiali con creatività, talento e un temperamento positivo.
Lasciò la scuola a 16 anni e fece diversi lavori, dalla venditrice di hot dog alla benzinaia. La fotografia entrò a far parte della sua vita in seguito ad corso serale a Newcastle. Notando il talento di Tish, il suo insegnante la convinse ad iscriversi alla prestigiosa "Scuola di fotografia documentaria" all'Università del Galles, Newport. Qui Tish studiò fino al conseguimento della laurea sotto la guida di David Hurn, fotografo dell’agenzia Magnum.
Durante gli anni a Newport, scattò molte foto, lavorando per politici e campagne elettorali locali. In particolare, fotografò l'ex primo ministro James Callaghan mentre apriva un nuovo tratto della M4; documentò l'anno di Aubrey Hames come sindaco di Newport nel Queens Silver Jubilee year (1977-1978) e collaborò con la testata giornalistica "South Wales Argus".
Terminata l’Università, nel 1978 tornò a Newcastle e iniziò a documentare la vita di comunità emarginate di quell’area. A differenza di altri fotografi, Tish Murtha, non si limitò a documentare la povertà e il disagio sociale, ma lo visse in prima persona. I suoi primi lavori le furono commissionati grazie proprio ad un piano per l’inserimento lavorativo.
In questi anni il suo obiettivo catturò le vite dei suoi amici, parenti e della comunità che la circondava; come ad esempio nella serie “Newport pub” dove ritrae i clienti abituali di un tipico pub in un’area socialmente deprivata. Ciò che colpisce di quelle immagini è la capacità di raccontare la povertà e il disagio senza minimamente ledere la dignità delle persone ritratte. 
Tish sentiva un vero e proprio dovere morale nel testimoniare con le sue opere la sofferenza, il disagio e la povertà dei luoghi in cui era cresciuta e scelse un corso di studi che le permettesse di essere il più efficace possibile come fotografo. Nella serie "Elwick Kids" Mutha ritrasse i giochi dei bambini nelle strade locali, riuscendo a trasmettere con le sue foto tutta la poesia e la tenerezza dei loro animi in contrasto col degrado urbano più totale che li circondava. Sebbene questo lavoro non fu pubblicato all'epoca, le valse un incarico come fotografo per un progetto della "Side Gallery" di Newcastle. 
Il frutto di questo incarico furono due serie "Juvenile Jazz Bands" (1979) e "Youth Unemployment" (1981).
La prima documenta le bande giovanili che marciavano suonando, durante le parate e costituivano una parte importante della vita cittadina. In un primo momento questo reportage fu appoggiato dagli organizzatori, che rimasero però delusi quando Tish Murhta non produsse le immagini glamour che si aspettavano, ma si concentrò criticamente sulle esercitazioni del reggimento e sulla natura militaristica delle band. Fu anche attratta e documentò le Jazz Band auto-organizzate dai bambini che erano stati rifiutati dalle compagnie ufficiali, dando loro pari visibilità nella serie.
"Youth Unemployment" ci presenta uno scenario urbano talmente degradato da sembrare post-bellico. Le strade, gli spazi dove vengono ritratti i giovani sembrano aver appena vissuto un bombardamento. Tuttavia le uniche "bombe" che vi erano cadute erano quelle della disoccupazione, con la perdita di un milione di posti di lavoro nel settore manifatturiero dopo poco più di un anno del governo di Margaret Thatcher. Nel febbraio 1981 le immagini di questa serie furono utilizzate per un'interrogazione parlamentare sulla realtà sconvolgente della vita di coloro che lasciavano la scuola senza alcuna prospettiva di lavoro.
L’immagine che Tish Murhta vuole mostrare di questi ragazzi è quella di persone tenaci, piene di risorse, intelligenti e resilienti nonostante tutto. Sono foto piene di liricismo e vitalità, dalle quali traspare un forte sentimento di protezione nei loro confronti.
Nel 1982 Tish si trasferì a Londra dove ricevette l’incarico dalla Photographers' Gallery di creare una serie sull'industria del sesso a Soho per la collettiva "London by Night" (1983). Oltre a Murtha, figurano i fotografi Nick Turpin, Rut Blees Luxemburg, Bill Brandt e Alvin Langdon Coburn. Il suo lavoro, realizzato in collaborazione con la spogliarellista e danzatrice Karen Leslie, produsse un'incisiva critica al commercio del sesso.
Murtha visse nella capitale per cinque anni, lavorando per l’editore Edward Arnold. Fotografò anche celebrità emergenti come Julian Clary e Philip Herbert e immortalò un giovanissimo Declan Donnelly al suo ritorno nel Nord-Est (1987).
Il 13 marzo 2013, il giorno prima del suo cinquantasettesimo compleanno, Tish Murtha morì per un aneurisma cerebrale lasciando sua figlia Ella e il nipote Dexter.
Una sua retrospettiva è stata realizzata nel 2018 da The Photographers' Gallery, Londra, ed un libro sulla serie "Youth Unemployment" è stato pubblicato nel 2017.